# Metator pardalinus
Metator pardalinus är en insektsart som först beskrevs av Henri Saussure 1884.  Metator pardalinus ingår i släktet Metator och familjen gräshoppor. Inga underarter finns listade i Catalogue of Life.